# Mur des Fédérés

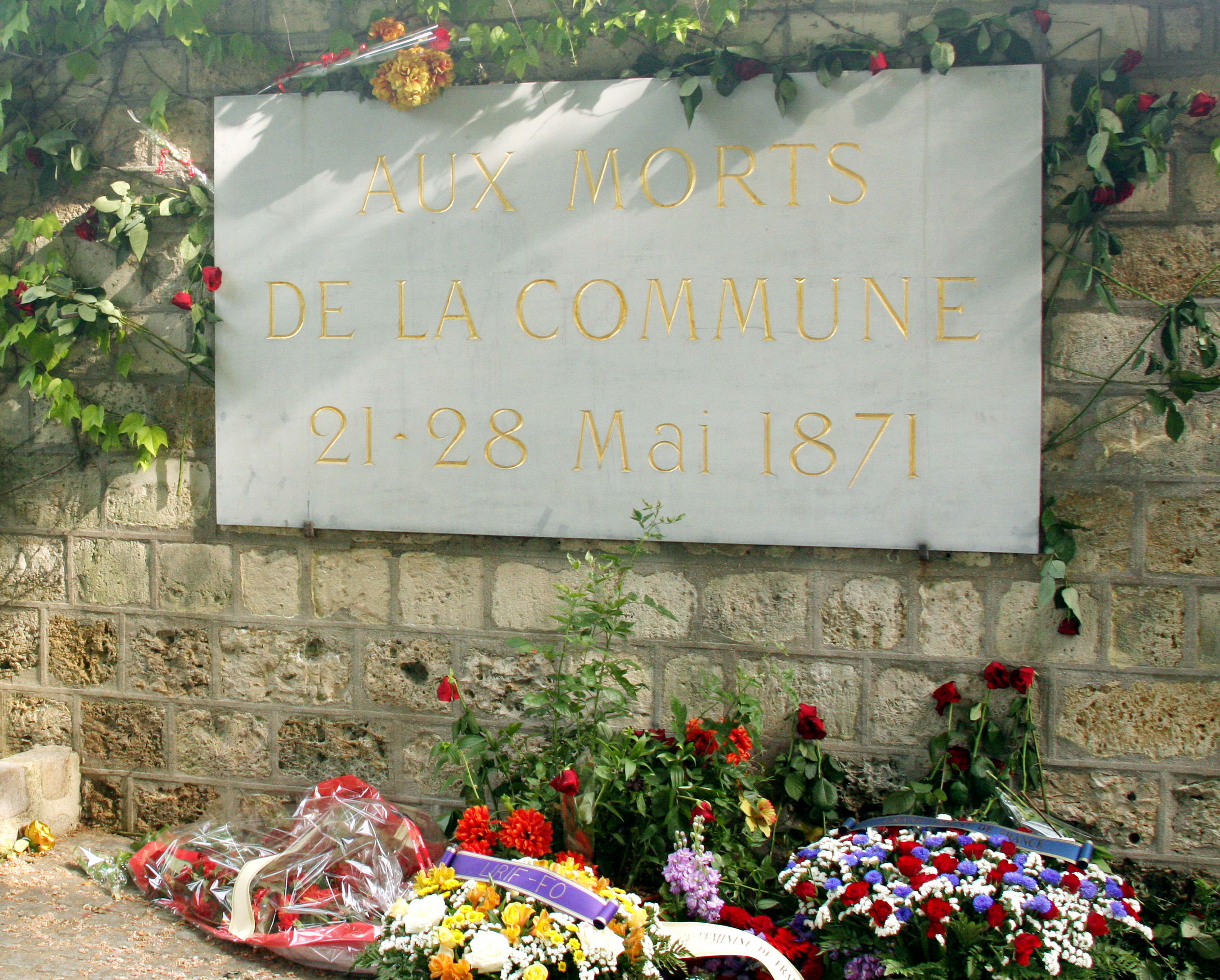
De mur des Fédérés in 2011, 140 jaar na de Commune van Parijs

De mur des Fédérés (letterlijk: muur van de gefedereerden) maakt deel uit van de omheining van de Père-Lachaisebegraafplaats in Parijs. Tegen deze muur werden op 27 mei 1871 147 strijders van de Commune van Parijs gefusilleerd door de troepen van Versailles van het reguliere leger. Sindsdien symboliseert de muur de strijd voor vrijheid, de natie en de idealen van de communards.
De muur bevindt zich in de zuidoostelijke hoek van de begraafplaats. De naam verwijst naar de federatie van de nationale garde, die de verschillende bataljons van de republikeinse nationale garde verenigde.

## Geschiedenis
Tijdens de Commune van Parijs, in het voorjaar van 1871, zochten de laatste communard-strijders hun toevlucht op de begraafplaats Père-Lachaise. De troepen van Versailles, onder leiding van maarschalk Mac Mahon, veroverden deze plek op 27 mei, tegen het einde van de middag. Ze fusilleerden de 147 overgebleven communards die met hun rug tegen een muur stonden. Deze wordt sindsdien de "mur des Fédérés" genoemd. Aan de voet van de muur werd een massagraf gegraven waar de doden in werden geworpen. In de omringende straten vielen op 28 mei de laatste schoten. De Commune van Parijs was voorbij. In de daaropvolgende dagen werden nog tal van communards die elders waren doodgeschoten aan het massagraf toegevoegd.
Volgens Karl Marx is de Commune van Parijs de enige periode in de Franse geschiedenis geweest waarin er (kort) een dictatuur van het proletariaat was. Deze revolutionaire episode was inderdaad gebouwd op sterke steun van de arbeidersklasse en, meer in het algemeen, van een groot deel van de Parijse bevolking, die daar hun bloed vergoot. Deze grote strijd en de verschrikkelijke repressie die daarop volgde (6500 doden, waaronder circa 1400 gefusilleerden) heeft een levendige herinnering achtergelaten. Dit kristalliseerde zich rond de muur van de gefedereerden, het embleem van een tijdperk dat des te ongrijpbaarder was omdat het kort was en weinig monumenten overliet.

## Een symbool van de emancipatie van arbeiders
Veel evenementen tonen aan dat de mur des Fédérés een belangrijke herdenkingsplaats was, een sterk symbool van emancipatie en vrijheid in het militant geheugen.

Op 1 mei - de Dag van de Arbeid - brengen vele vrijmetselaars, vrijdenkers, evenals de Franse Communistische Partij en vakbondsorganisaties, hulde aan de slachtoffers van de Commune en die van het nazisme.
Cimetière d'Auteuil ·
Cimetière des Batignolles ·
Cimetière de Belleville ·
Cimetière de Bercy ·
Cimetière du Calvaire·
Catacomben ·
Cimetière des Innocents ·
Cimetière d'Ivry ·
Cimetière de Montmartre ·
Cimetière du Montparnasse ·
Cimetière Notre-Dame ·
Cimetière de Passy ·
Cimetière du Père-Lachaise ·
Cimetière Saint-Vincent ·
Cimetière de la Villette
Zie ook: Lijst van bezienswaardigheden in Parijs